# Michael Heinrich Rentz
Michael Heinrich Rentz (6. ledna 1698, Norimberk – 1. pol.? 1758, Kuks v Čechách), někdy také Michal Jindřich, příjmení Renz, v signaturách s upřesňující lokalizací Kuccus-Baad in Bohemia, byl původem německý rytec a kreslíř období  vrcholného baroka. V letech 1722 až 1738 byl dvorním rytcem hraběte Františka Antonína Šporka, působícím v Kuksu na panství Choustníkovo Hradiště.

## Život
Michael Heinrich Rentz se narodil ve třetí generaci rodiny pasířů (Messinggeschmeidmeister, Messinggeschmeidmacher), takže se už od dětství mohl doma seznamovat s rýtkem jako pracovním nástrojem. Rytině se vyučil v Norimberku, v oficíně Josefa de Montalegre a své schopnosti si souběžně rozšířil studiem v norimberské kreslířské škole Johanna Daniela Preisslera. Po smrti ryteckého mistra v roce 1718 vedl dílnu za účasti mistrova přímého potomka Johanna Daniela de Montalaegre až do roku 1722.

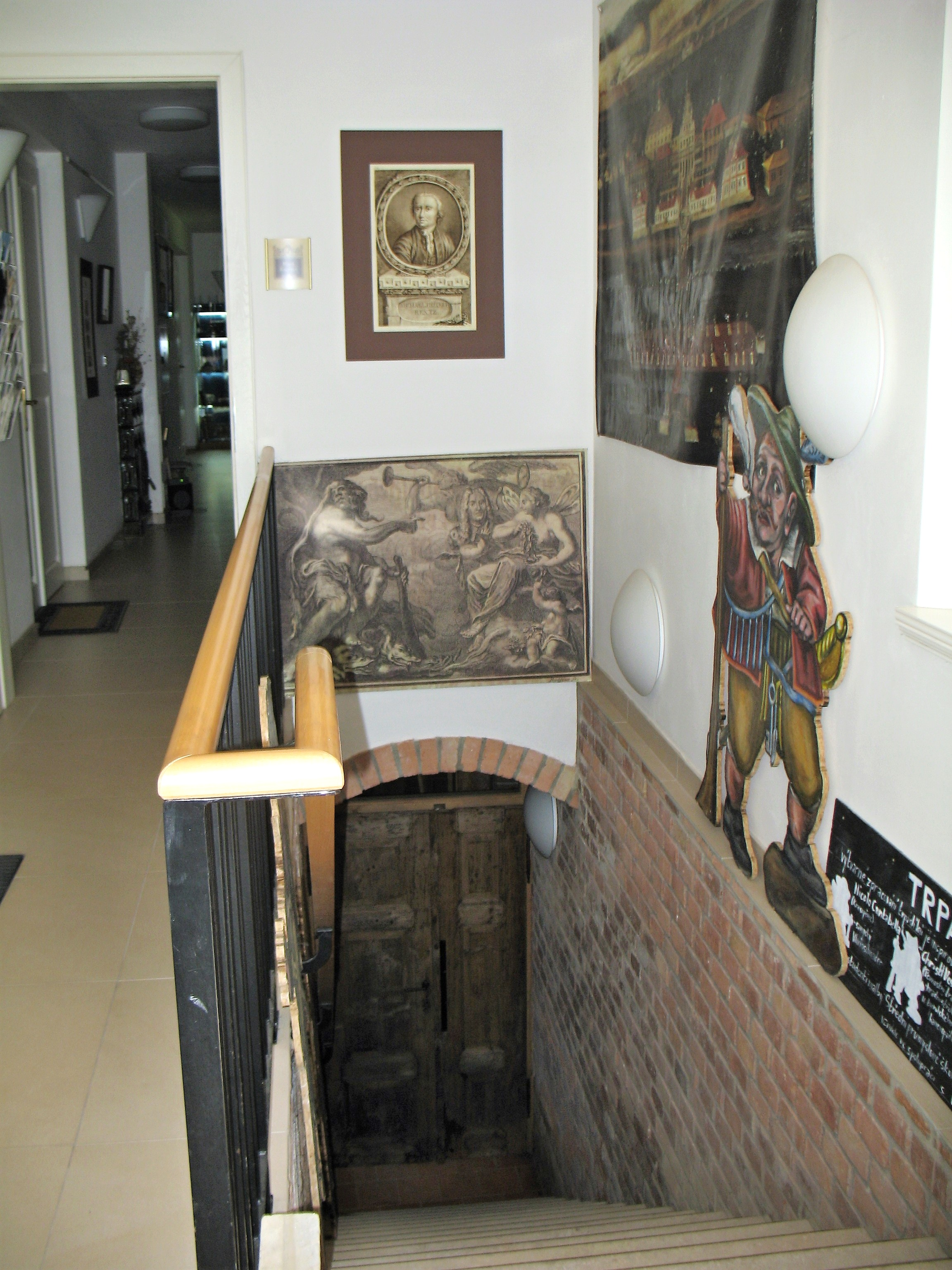
Vstupní prostory Rentzova muzea v Kuksu

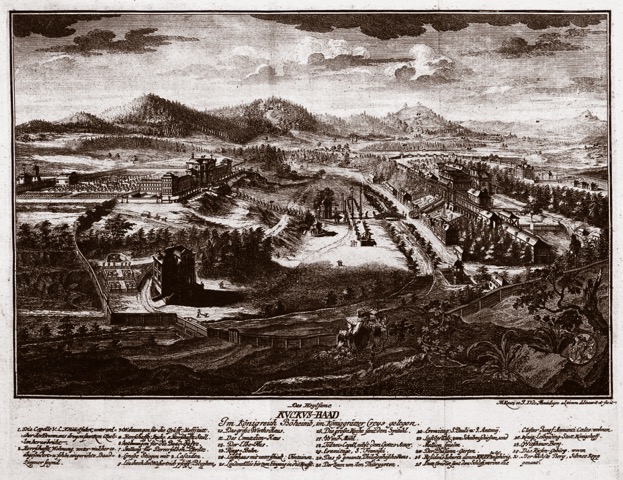
Michael Heinrich Rentz: Malý pohled na Kuks, 1723

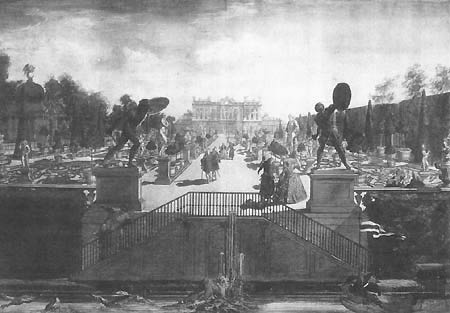
Michael Heinrich Rentz, Palác Branických (1752)

Hlavní náplní dílny byly rytiny odrážející nejrůznější složky soudobé architektury podle kreseb Johanna Jacoba Schüblera. Mezi nimi zvlášť vynikla kniha PERSPECTIVA / PES PICTVRAE … als das Haupt-Fundament der edlen Mahlerei, Norimberk 1. vydání 1720, která kromě téměř dvou desítek vzorových perspektivnich průmětů do imaginárních prostor a ukázek rozložení stínu na předmětech obsahovala i první Rentzovy titulní listy. Ještě v Norimberské dílně vyryl tři rozměrné rytiny theatra honoris vybudovaného v průčelí pražského chrámu sv. Víta u příležitosti blahořečení Jana Nepomuckého (1721). Ve druhé polovině roku 1722 přesídlil na pozvání hraběte Františka Antonína Šporka do Kuksu v Čechách. Do Kuksu jej provázela vdova po mistru Suzanna Montalegre a její čtyři potomci. V řadě hrabětem vydávaných knih se Rentz stal během patnácti let autorem rozsáhlého ilustrátorského díla, čítajícího stovky rytin.
Po smrti hraběcího mecenáše v roce 1738 pracoval Rentz ještě dalších dvacet let v omezených podmínkách někdejších proslulých kukských lázní vesměs na méně významných zakázkách, zejména na tzv. „svatých obrázcích“. Několikaletou periodou (1747–1750?) byla kresba a rytí vedut na panství korunního hejtmana Jana Klementa Branického v polském Białystoku. Za sedmileté války se do kukského špitálu po prohrané bitvě u slezského Leuthenu přivalily tisíce vojáků poražené rakouské armády a následně se zde rozmohla mohutná tyfová epidemie, která někdy v prvé půli roku 1758 spolu s množstvím civilních obyvatel někdejšího Šporkova sídla zahubila i rytce.

## Dílo
Michael Heinrich Rentz byl excelentní v technice leptu kombinovaného mědirytem. Stal se dvorním rytcem hraběte F. A. Šporka a ilustroval mnoho jím vydávaných knih. Vedl také ryteckou dílnu, kde pracoval například Jan Jiří Balzer. Samostatná, osobitá kreslířská invence i dokonale zvládnutá grafická technika jej řadí do čela českého grafického umění 18. století, ale v mnoha ohledech významně i do evropského kontextu. 14. listopadu 2001 byla vydána 12. korunová poštovní známka s jeho rytinou Zvěstování P. Marie.

### Rytec hraběte F. A. Šporka
Rentz byl především ilustrátorem několika značně obsáhlých cyklů, v nichž klíčové postavení zaujímá Křesťanský rok (Das christliche Jahr). V jeho 300 rytinách, vytvářených podle vlastních kreseb k Novému zákonu a rozvinutém kalendáři katolických světců a martyrů, se v průběhu dvanácti let (1723–1735), viditelně vyhranil a vyzrál umělcův styl. Souběžně umělec pro Šporka podle starších francouzských předloh, jež podstatně vylepšil, ilustroval i další soubor 212 rytin tzv. Knihy eremitů (Lebens-Beschreibung der heiligen Alt-Väter...). Mimo to byl rytec pro hraběte tvůrcem řádky vedut z jeho panství (Malý a Velký pohled na Kuks, Interiér kukské hraběcí hrobky, 2x lovecké sídlo Bonrepos, Podolské lázně u Heřmanova Městce). Řádka rytin odrážela Šporkovy šarvátky s jezuitskými sousedy (ilustrace k tzv. Čarodějnickým písním, Modlitba s rytinou sv. Jana Nepomuckého, Vztyčení kříže se Spasitelem).

### Pozdější tvorba
Po Šporkově smrti (1738), už mimo jeho dosavadní vliv, se v průběhu 40. let 18. stol. stal ještě autorem vrcholného 52deskového Tance smrti (Geistliche Todts-Gedancken...), jehož třemi vydáními (1753, 1767, 1777) umělec výrazně přispěl do proudu evropských grafických cyklů na toto téma, respektujících klasické uspořádání. Dvě desítky let od Šporkova úmrtí však znamenaly v opuštěném Kuksu omezení rytcových možností, provozovaných mimo metropoli. Přesto se stal podle italských předloh ilustrátorem knihy o sv. Eligiovi a dalších zlatnických patronech pro cech pražských zlatníků (Praha 1752), autorem tereziánské alegorie na vítězství nad okupanty Prahy v r. 1742, rytcem tří klíčových dokumentů z pražské korunovace Marie Terezie (Praha 1743), ojedinělých, avšak originálních signetů (Colligo flores, 1740. Colligo grana, 1741), veduty Adršpašské skály, 1739. Pro pracovní přetížení za Šporkových let se mu na léta protáhlo rytí dvou rozměrných desek mariánské sochy v Poličce (1732–1742, 1746?). Především však byl tvůrcem drobné devoční grafiky pro česká i zahraniční poutní místa, pro zákazníky z klášterů a farností – vera effigies, wahre abbildung. Dosud objevených Rentzových „svatých obrázků“ je více než stovka.

### Výstavy (výběr)
- 1997 	Projekt Totentanz / Memento Mori, Museum Bochum
- 2003	Umění grafiky. Grafické techniky v průběhu šesti století, Salon, Kabinet, Olomouc
- 2011 Michael Jindřich Rentz, Národní galerie v Praze, Schwarzenberský palác

Roku 2014 bylo otevřeno Rentzovo muzeum barokního tisku v bývalém lázeňském domě čp. 58 v Kuksu. Nabízí stálou expozici jeho rytin, Šporkem vydaných knih, děl královéhradeckých knihtiskařů Komarka a Tibeliho a další exponáty.

### Galerie

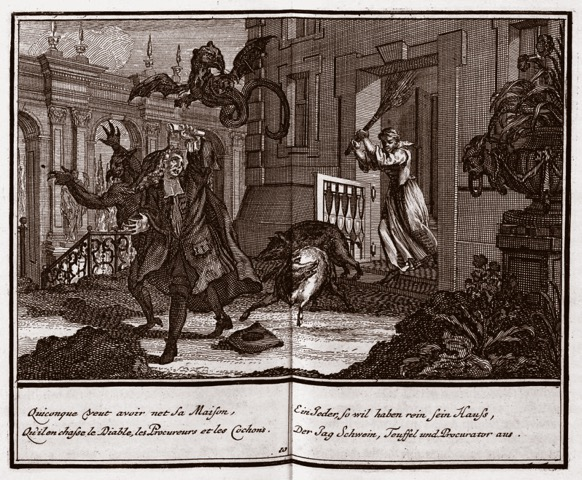
Michael Heinrich Rentz: Ďábel, prase a prokurátor, ilustrace z knihy Litis abusus (1726)
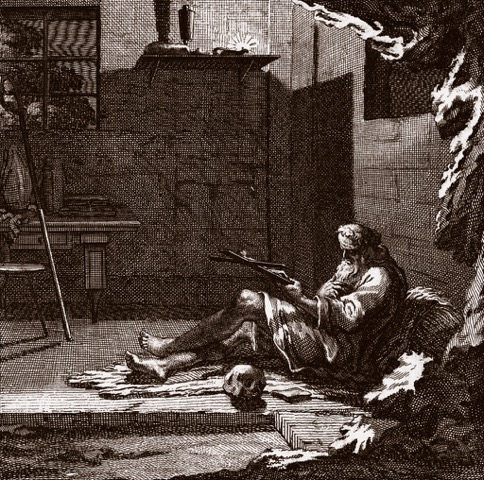
Michael Heinrich Rentz: Sv. Řehoř Nazianský, ilustrace z Knihy eremitů (1730-32)
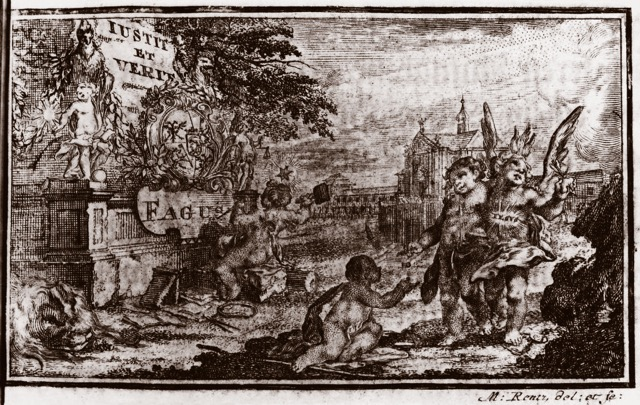
Michael Heinrich Rentz: Šporkův imaginární památník FAGUS s alegorií Milosrdenství a kukským špitálem, 1732
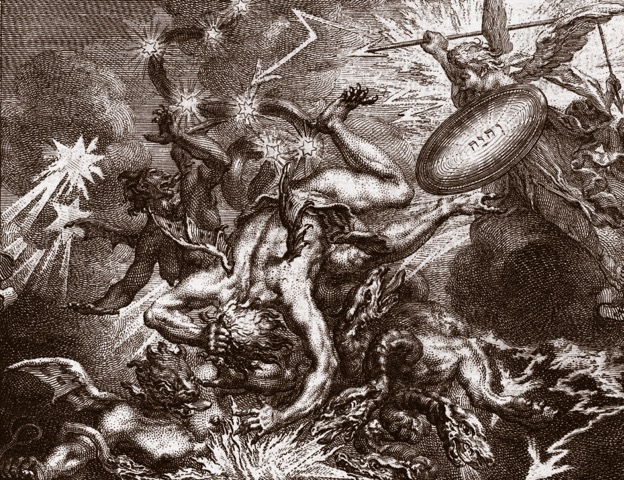
Michael Heinrich Rentz: Pád anělů, ilustrace v Křesťanském roku, pol. 30. let 18. stol.
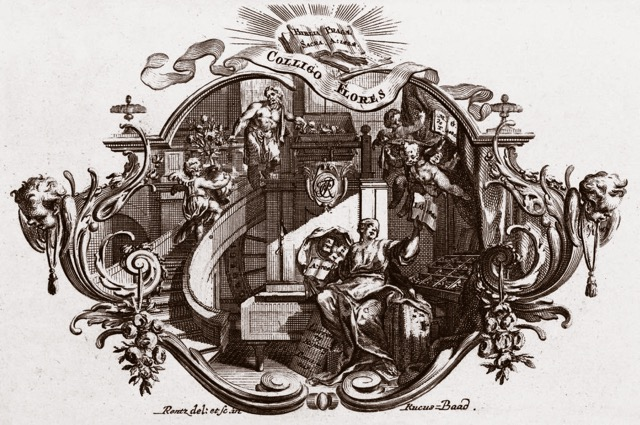
Michael Heinrich Rentz: Signet pražského tiskaře K. F. Rosenmüllera COLLIGO FLORES (1740)
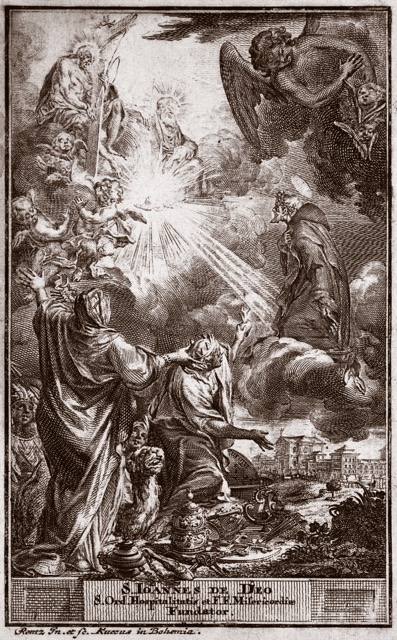
Michael Heinrich Rentz: Sv. Jan z Boha (Joannes de Deo) s kukským špitálem (po 1744), devoční obrázek
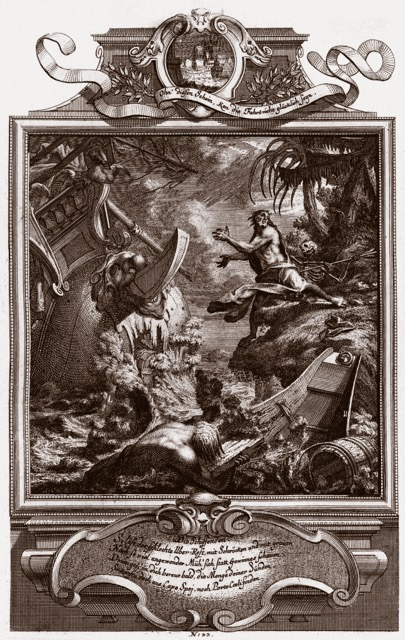
Michael Heinrich Rentz: Plavci, ilustrace z Tance smrti (1753)

### Reference

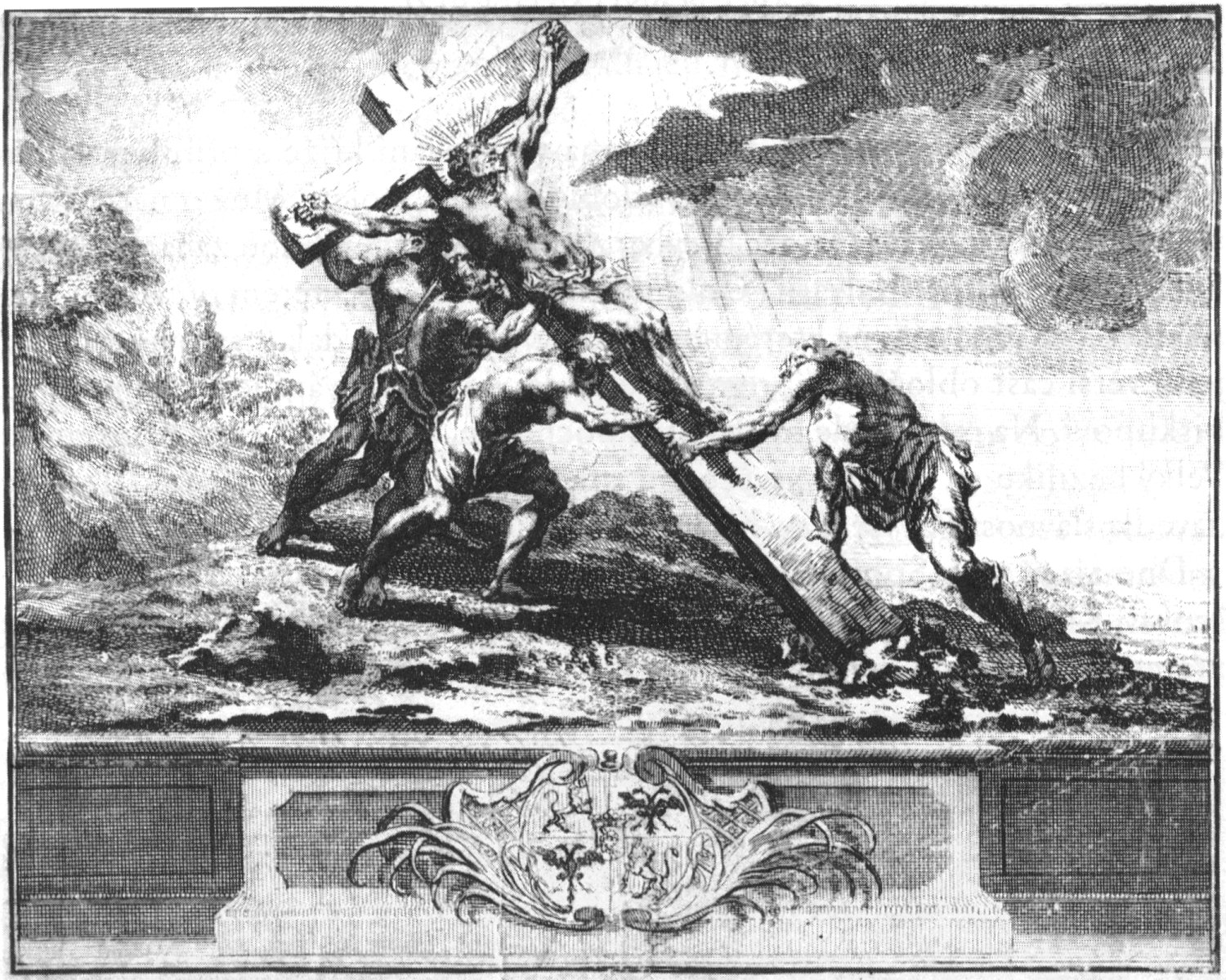
Vztyčování kříže, rytina M. J. Rentze, Grafická sbírka kláštera premonstrátů v Praze na Strahově